# Yiannis Dimitras
Yiannis Dimitras (Grieks: Γιάννης Δημητράς) (Korfoe, 12 april 1954) is een Grieks zanger en componist.

## Biografie
Dimitras werd geboren in Korfoe, alwaar hij zijn hele jeugd doorbracht. In zijn jonge jaren was hij eerst actief in de theaterwereld. Zo speelde hij mee in de Griekse versie van Jesus Christ Superstar. In 1978 start hij zijn zangcarrière, en brengt hij een eerste album uit.
Hij is vooral bekend omwille van zijn deelname aan het Eurovisiesongfestival 1981. De Griekse openbare omroep had hem intern geselecteerd, en hij mocht aldus Griekenland vertegenwoordigen in de Ierse hoofdstad Dublin met Feggari kalokerino. Hij eindigde op de achtste plaats.
In datzelfde jaar bracht hij een tweede album uit, dat weinig succes kende. Na zijn passage op het Eurovisiesongfestival gaat het snel bergaf met zijn carrière, waarna zich richt op het schrijven van nummers voor andere artiesten. Desalniettemin blijft hij regelmatig optreden. In 2007 bracht hij zijn derde album uit.
1974: Marinella · 
1976: Mariza Koch · 
1977: Pascalis, Marianna, Robert & Bessy · 
1978: Tania Tsanaklidou · 
1979: Elpida · 
1980: Anna Vissi & Epikouri · 
1981: Yiannis Dimitras · 
1983: Kristi Stassinopoulou · 
1985: Takis Biniaris · 
1987: Bang · 
1988: Afroditi Frida · 
1989: Mariana Efstratiou · 
1990: Christos Callow & Wave · 
1991: Sophia Vossou · 
1992: Cleopatra · 
1993: Katerina Garbi · 
1994: Kostas Bigalis & The Sea Lovers · 
1995: Elina Konstantopoulou · 
1996: Mariana Efstratiou · 
1997: Marianna Zorba · 
1998: Thalassa · 
2001: Antique · 
2002: Michalis Rakintzis · 
2003: Mando · 
2004: Sakis Rouvas · 
2005: Elena Paparizou · 
2006: Anna Vissi · 
2007: Sarbel · 
2008: Kalomira · 
2009: Sakis Rouvas · 
2010: Giorgos Alkaios & Friends · 
2011: Loukas Giorkas feat. Stereo Mike · 
2012: Eleftheria Eleftheriou · 
2013: Koza Mostra feat. Agathonas Iakovidis · 
2014: Freaky Fortune feat. RiskyKidd · 
2015: Maria Elena Kiriakou · 
2016: Argo · 
2017: Demy · 
2018: Gianna Terzi · 
2019: Katerine Duska · 
2021: Stefania · 
2022: Amanda Tenfjord · 
2023: Victor Vernicos · 
2024: Marina Satti · 
2025: Klavdia